# Egy észvesztő hajóút
Az Egy észvesztő hajóút (One Crazy Cruise) 67 perces családi vígjáték műfajú amerikai televíziós film Michael Grossman rendezésében. A főszereplők Kira Kosarin, Benjamin Flores Jr., Sydney Park, és Rio Mangini. Greg Millman írta, és Zack Ryan szerezte a zenéjét. 
Eredetileg az USA-ban és Kanadában mutatták be a televízióban, 2015. június 19-én.

## Szereplők
| Karakter             | Színész             | Magyar hang        |
| -------------------- | ------------------- | ------------------ |
| Ellie Jensen-Bauer   | Kira Kosarin        | Laudon Andrea      |
| Nate Jensen-Bauer    | Benjamin Flores Jr. | Straub Martin      |
| Piper Jensen-Bauer   | Sydney Park         | Vámos Mónika       |
| Cameron Jensen-Bauer | Rio Mangini         | Berecz Kristóf Uwe |
| Ryan Bauer           | Ken Tremblett       | Kassai Károly      |
| Sofia Jensen         | Karen Holness       | TBA                |
| Melina               | Sedona James        | Pekár Adrienn      |
| Cody Simpson         | Cody Simpson        | Czető Roland       |
| Mr. Bragg            | Barclay Hope        | Rosta Sándor       |

## A magyar változat
Magyar szöveg: Kwaysser Erika
Hangmérnök: Weichinger Kálmán
Vágó: Pilipár Éva
Gyártásvezető: Molnár Melinda
Produkciós vezető: Koleszár Emőke
Szinkronrendező: Dezsőffy Rajz Katalin
A magyar változatot az SDI Media Hungary készítette.